# Oculto (Doctor Who)
Oculto (Hide) es el décimo episodio de la séptima temporada moderna de la serie británica de ciencia ficción Doctor Who, emitido originalmente el 20 de abril de 2013.

## Argumento
En 1974, el profesor Alec Palmer (Dougray Scott) y su ayudante Emma Grayling (Jessica Raine) reúnen pruebas fotográficas de un fantasma en la mansión Caliburn. El profesor Palmer usa los fuertes poderes psíquicos de Emma para crear una conexión que parece invocar al fantasma. Entonces les sorprende la llegada del Doctor (Matt Smith) y Clara (Jenna Coleman), que dicen ser de la inteligencia militar. El Doctor muestra interés en la investigación y Clara señala que el fantasma aparece en la misma posición en todas las fotografías. Clara habla con Emma y le asegura que los sentimientos de Emma hacia el profesor Palmer son recíprocos, y al mismo tiempo le avisa a Clara de que siente "una brizna de hielo" en el corazón del Doctor.
El Doctor y Clara encuentran un punto en la mansión que es notablemente más frío que el resto de la casa, y el grupo se siente observado. De repente, la casa se enfría y Clara siente que algo le ha cogido de la mano. Los dos corren hacia donde están esperando Alec y Emma, cuyo equipo se ha activado solo. Un fino disco negro se materializa frente a ellos, y Emma siente algo que grita pidiendo ayuda, antes de que el disco se desvanezca y la casa vuelva a la normalidad.
El Doctor lleva a Clara a la TARDIS para examinar la localización en diversos puntos específicos de la historia, y toma varias fotografías. Clara queda desalentada por la falta de compasión del Doctor al ser testigo de toda la historia de la humanidad en esos viajes. De las fotografías, el Doctor llega a la conclusión de que el fantasma es en realidad una viajera en el tiempo llamada Hila Tacorian (Kemi-Bo Jacobs). Hila quedó atrapada en una dimensión de bolsillo donde el tiempo transcurre más lentamente. Por cada segundo en esa dimensión, pasan cien años en el mundo normal. El Doctor se da cuenta de que no puede usar la TARDIS para rescatarla, porque la entropía de esa dimensión absorbería la energía de la TARDIS en cuestión de segundos. En su lugar, el Doctor prepara un dispositivo hecho con un cristal de Metebilis III para estimular las habilidades psíquicas de Emma y abrir un portal a esa dimensión. Una vez abierto, el Doctor entrará y rescatará a Hila con un arnés anclado al mundo normal.
Emma abre el portal y el Doctor lo cruza, apareciendo en lo que parece una pequeña isla flotando en el vacío. Encuentra a Hila y son atraídos a una visión de la mansión Caliburn que Emma ha creado como guía. Al mismo tiempo, una criatura les persigue hasta la casa. El Doctor cierra las puertas para ralentizar a la criatura, y Hila usa el arnés para regresar al mundo normal. El esfuerzo de mantener el portal hace que Emma se desmaye, y el portal se cierra, con el Doctor atrapado en el universo de bolsillo. La campana de emergencia comienza a sonar en la TARDIS, y Clara corre hacia ella, pero la puerta está cerrada. Clara le ruega a la TARDIS a través de su interfaz holográfica de voz que le ayude a salvar al Doctor, y aunque al principio se niega, la TARDIS finalmente se abre y deja entrar a Clara. Logran entrar brevemente en el universo de bolsillo, y sobrevolando cerca del suelo, permiten que el Doctor salte y se agarre antes de que la criatura pueda atraparle. El Doctor y la TARDIS reaparecen entonces en el mundo normal.
Antes de irse, el Doctor se detiene para preguntar a Emma si pudo sentir algo fuera de lo normal en Clara, pero Emma le revela que Clara le parece totalmente normal. El Doctor le ofrece a Hila llevarla a cualquier otro punto de la historia, y concluye que es una descendiente directa de Emma y Alec, razonando que su conexión de sangre ayudó a abrir el portal para rescatarla. Mientras contempla los lazos que puede crear el amor, el Doctor de repente se da cuenta de que hay otra criatura en la mansión Caliburn. Al igual que Emma y Alec no eran parte de una historia de fantasmas, sino de amor, el Doctor considera lo mismo para las criaturas, que la atrapada en el universo de bolsillo estaba intentando reunirse con su pareja. El Doctor le pide a Emma un favor y usa a Emma y la TARDIS para rescatar a la otra criatura del universo de bolsillo.

### Continuidad
Metebelis III había aparecido antes cuando el Tercer Doctor (Jon Pertwee) se llevó un cristal azul del planeta en The Green Death, y lo devolvió en Planet of Spiders (lo que provocaría su regeneración en el Cuarto Doctor). El Doctor menciona el Ojo de la Armonía, que se presentó en The Deadly Assassin. También se pone el traje de astronauta naranja que el Décimo Doctor llevó en El planeta imposible y El foso de Satán, y después ocasionalmente hasta Las aguas de Marte.

## Producción

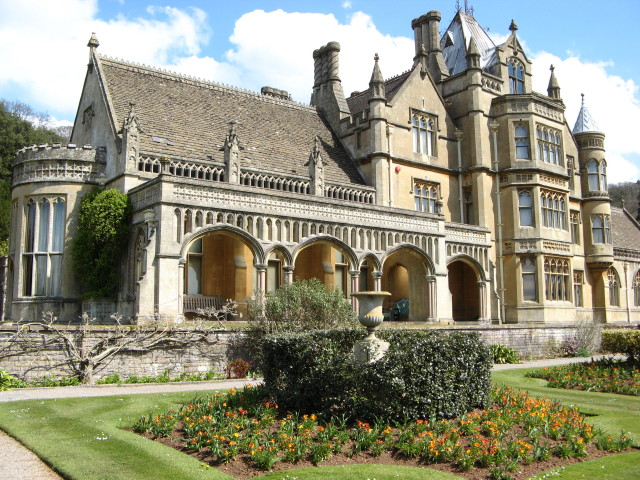
Tyntesfield House, utilizada para el rodaje de la mansión.

El autor Neil Cross era un fan de Doctor Who, pero nunca había tenido tiempo de escribir un episodio. La productora ejecutiva Caroline Skinner, que debutaba en la séptima temporada, le conocía y le ofreció ajustar su agenda para escribir un episodio, y él estuvo dispuesto a hacerlo. Steven Moffat quedó encantado de que Cross se uniera, ya que era un colega show runner en su propia serie Luther. También escribió Los anillos de Akhaten, después de que a los productores les encantara Oculto.
Cross quería escribir "un episodio de Doctor Who verdaderamente aterrador a la antigua usanza dirigido especialmente a los niños entre nueve y doce años, que es como él recordaba Doctor Who a esa edad. Pretendía mostrar suspense y tensión, ya que pensaba que eso era más aterrador que "un shock completo de terror sangriento y gore". Cross se inspiró en The Quatermass Experiment y sus secuelas, y originalmente pretendía que el Doctor conociera a Bernard Quatermass, pero esto no era posible, por razones de copyright. También se inspiró en The Stone Tape, del autor de Quatermass, Nigel Kneale. El Hombre Retorcido era algo que Cross dijo que acechaba en su imaginación.
Cross quería contar la historia con "un reparto pequeño y tan pocas localizaciones como fuera posible". Jessica Raine fue la intérprete de Emma Grayling, y después dijo que no se había dado cuenta "de la institución que es Doctor Who" hasta que llegó al plató. Dijo que se producía de una forma muy diferente a su serie, Llamen a la comadrona. Raine ya había trabajado antes con Matt Smith en el teatro. Cross dijo que Raine y su compañero Dougray Scott fueron buenos al desarrollar sus personajes, ya que encontraba difícil "evocar" por completo "la historia de una relación tan compleja" entre sus personajes simplemente con el guion. Tras rodar su aparición en este episodio, Rain fue elegida para interpretar a la productora original de Doctor Who, Verity Lambert, en un docudrama para el 50 aniversario de la serie, An Adventure in Space and Time.

## Emisión y recepción
Las mediciones nocturnas de audiencia mostraron que el episodio fue visto por 5 millones de espectadores en directo. Las mediciones definitivas fueron de 6,61 millones de espectadores, siendo el sexto programa más visto de la semana en BBC One. La puntuación de apreciación fue de 85.
El episodio recibió generalmente críticas positivas. Neela Debnath de The Independent alabó cómo el episodio mezcló una historia de casas encantadas con un cuento de ciencia ficción, destacando el giro al final de que "los alienígenas feos también tienen sus sentimientos". Dan Martin de The Guardian dijo que tenía "las características de un episodio del que se hablaría durante años", incluyendo las estrellas invitadas y la atmósfera. Alabó la dirección, pero criticó algunos diálogos.
Daisy Bowie-Sall del Daily Telegraph le dio a Oculto 4 estrellas sobre 5. Patrick Mulkern de Radio Times le dio una crítica positiva, destacando la interpretación de Smith y lo tétrico. Aunque alabó a Raine y Scott, pensó que Hila estaba "de relleno", y también criticó el final de "historia de amor". Alasdair Wilkins de The A.V. Club le dio un Sobresaliente bajo, alabando la forma en que cambió la dirección y las sutiles pistas sobre el Doctor.
Morgan Jeffery de Digital Spy le dio a la estrella 4 estrellas sobre 5, escribiendo que fluyó mejor que el anterior episodio de Cross, The Rings of Akhaten, y permitió la exploración de varios temas. Aunque se mostró positivo acerca de la forma en que se enlazó la historia a una viajera en el tiempo, pensó que el final era "quizás menos interesante de lo que había llegado antes, simplemente por que parece más familiar", aunque todavía fue "sólido". Mark Snow de IGN le dio al episodio un 8,4 sobre 10. Alabó la amplitud más pequeña y el enfoque en los personajes, pero escribió "el desvió al género de campo abierto no le convenció del todo, y discordantemente decepcionante considerando la preparación aterradora, pero al menos intentaron hacer algo único". Jordan Farley de SFX le dio a Oculto 4 estrellas sobre 5, y pensó que el elemento de ciencia ficción dejó demasiadas respuestas, pero dijo que destacó como historia de amor.